# خینگان کوچک
خینگان کوچک (روسی: Малый Хинган) یک رشته‌کوه در استان آمور کشور روسیه است.